# Odobrenje za hitnu upotrebu
Odobrenje za hitnu upotrebu (EUA) u Sjedinjenim Državama ovlaštenje je dodijeljeno Upravi za hranu i lijekove (FDA) prema odjeljcima Federalnog zakona o hrani, lijekovima i kozmetičkim proizvodima, kako je dodano i dopunjeno raznim aktima Kongresa, uključujući i Zakon o ponovnom odobrenju za pripravnost za pandemiju i sve opasnosti iz 2013. (PAHPRA). To ne predstavlja odobrenje lijeka u punom zakonskom značenju pojma, već ovlašćuje FDA da olakša dostupnost neodobrenog proizvoda ili neodobrenu uporabu odobrenog proizvoda tijekom proglašenja izvanrednog stanja jedne od nekoliko agencija ili "materijalne prijetnje" od strane ministra domovinske sigurnosti.

## Uporaba
Pregledni članak Rizk i suradnika daje sažetak američkog iskustva u 2020. godini s farmakološkim odobrenjima EUA tijekom pandemije COVID-19. Također pruža opis i kliničko obrazloženje lijekova odobrenih od strane EUA tijekom pandemije i zaključna razmišljanja o programu EUA i njegovoj potencijalnoj budućnosti.
Nakon početnih odobrenja za ozbiljne bolesti poput pandemijske gripe i novonastalih bolesti, EUA-i su također odobreni za medicinske protumjere (MCM), uglavnom kao odgovor na hitne slučajeve u javnom zdravstvu, poput bioterorizma, uključujući kemijske, biološke, radiološke i nuklearne (CBRN) prijetnje. Naknadne zakonodavne vlasti proširile su širinu klase lijekova prihvatljivih za razmatranje i opseg ispitivanja kojima je lijek ili terapija podvrgnut. Na opseg i primjenjivost EUA utječu i predsjednički izvršni nalozi (naslov 3. Kodeksa saveznih propisa), koji mogu utjecati na definiciju situacija koje se smatraju hitnim slučajevima u javnom zdravstvu i prema kojima ovlasti FDA za izdavanje EUA može se vježbati.
Razmatranje lijeka za EUA zahtijeva nalaz da je "opravdano vjerovati" da lijek "može biti učinkovit" "u prevenciji, dijagnozi ili liječenju ozbiljnih ili po život opasnih bolesti ili stanja koja mogu biti uzrokovana [kemijskom , biološko, radiološko i nuklearno] sredstvo (a) "ili za ublažavanje bolesti ili stanja uzrokovanih FDA-ovim proizvodom ... koji se koristi za dijagnosticiranje, liječenje ili prevenciju bolesti ili stanja uzrokovanih" takvim sredstvom.
Standard "može biti učinkovit" za EUA pruža nižu razinu dokaza od standarda "učinkovitosti" koji FDA koristi za odobrenja proizvoda, koristeći analizu rizika i koristi koja se temelji na "ukupnosti dostupnih znanstvenih dokaza", to je " opravdano vjerovati "da bi proizvod mogao biti učinkovit za navedenu uporabu.
EUA prestaju nakon što tajnik za zdravstvo i socijalne usluge utvrdi da je oborina prestala (u dogovoru s izdavateljem odgovarajućeg izvanrednog stanja po potrebi) ili kada se proizvod ili neodobrena uporaba odobri uobičajenim kanalima.

## Povijest
U Sjedinjenim Državama, EUA su odobreni člankom 564. Saveznog zakona o lijekovima i kozmetičkim proizvodima za hranu (FDCA) iz 1938. (javni zakon 75-717), kao što je dodano i naknadno izmijenjeno Zakonom o projektu BioShield iz 2004. (S. 15, javno pravo 108-276) za financiranje razvoja i nabave medicinskih protumjera protiv CBRN prijetnji, Zakon o ponovnom odobrenju za pripravnost za pandemiju i opasnosti iz 2013. (HR 307, Javno pravo 113-5), Zakon o lijekovima 21. stoljeća iz 2016. (HR 34, Javno pravo 114-255) i Javno pravo 115-92 iz 2017. (bez kratkog naslova).

## Primjenjivost i pravilo o djelotvornosti životinja
EUA se mogu primijeniti na lijekove, uređaje ili biološke proizvode. EUA mogu ili dopustiti hitnu uporabu neodobrenog lijeka, proizvoda ili biološkog proizvoda ili dopustiti neodobrenu uporabu odobrenog lijeka, proizvoda ili biološkog proizvoda. Nadalje, lijekovi, uređaji ili biološki proizvodi mogu ili ne moraju biti podvrgnuti ispitivanjima ljudske učinkovitosti zbog rizika, izvedivosti ili etičkih razloga. Lijekovi, uređaji ili biološki proizvodi koji su testirani ili odobreni samo prema pravilu o životinjskoj djelotvornosti slabo su poznati kao životinjski proizvodi. Pod određenim uvjetima, EUA može odobriti hitnu upotrebu lijekova, uređaja ili bioloških proizvoda kod ljudi koji su odobreni prema pravilu o djelotvornosti životinja. EUA se također mogu provoditi samo u razdoblju izvanredne situacije u javnom zdravstvu kako je definirano izjavom tajnika za zdravstvo i socijalnu skrb (HHS). Uvjeti koji određuju primjenjivost takvih izjava mogu se odrediti saveznim zakonom. Kodeks saveznih propisa ili izvršni nalog predsjednika (naslov 3. Kodeksa saveznih propisa).

## Pandemija
Kao odgovor na zahtjeve američkog Centra za kontrolu i prevenciju bolesti (CDC), 27. travnja 2009. FDA je izdala odobrenja za hitne slučajeve kako bi stavila na raspolaganje dijagnostičke i terapijske alate za identifikaciju i odgovor na pandemiju svinjske gripe 2009. pod određenim okolnostima. Agencija je izdala ove EUA za uporabu određenih snažnih antivirusnih lijekova i za kvantitativni PCR test na svinjsku gripu.
Dana 4. veljače 2020. tajnik HHS-a proglasio je izvanredno stanje u javnom zdravstvu koje uključuje novi virus SARS-CoV-2, koji uzrokuje bolest COVID-19, kao opravdanje za primjenu FDA odobrenja za hitnu uporabu (EUA) za određeni medicinski uređaji uključeni u dijagnozu COVID-19. U veljači 2020. FDA je izdala EUA za CDOV testne setove za COVID-19 za testiranje na COVID-19. U svibnju 2020. FDA je izdala EUA za remdesivir, također za COVID-19.
Između ostalih, to je rezultiralo dodjelom EUA za antivirusni lijek remdesivir, rekonvalescentnu plazmu, 2% -tnu emulziju Fresenius Propoven (propofol), hidroksiklorokin (opozvan, iako je njegova licenca za utvrđene indikacije i dalje) i bamlanivimab.
U prosincu 2020., Savjetodavni odbor za cjepiva i srodne biološke proizvode Centra za procjenu bioloških lijekova (VRBPAC) izglasao je preporuku EUA za cjepivo COVID-19 na bazi mRNA tvrtke Pfizer / BioNTech, tozinameran. Cjepivo je hitno odobreno u Ujedinjenom Kraljevstvu početkom mjeseca, ali prema dužnosnicima Europske unije, to je bilo samo za određene serije cjepiva. U SAD-u je VRBPAC sljedeći put izglasao da dokazi podupiru zaključke koji podržavaju EUA za Modernino cjepivo protiv mRNA, mRNA-1273.